# 李齊運
李齐运（725年—796年），字仲達，唐朝宗室。唐太宗李世民的玄孙，蒋王李惲的曾孙，建寧公李休道的孙子，中山王李據（李思順）的儿子。
初任宁王府东阁祭酒，官至监察御史。被江淮都统李峘征辟入幕府，转任工部郎中，为长安县令，职事修明。历任京兆少尹、陕府长史。建中末年，改任河中尹、晋绛慈隰观察使。李怀光从山东入关平定泾原兵变，昼夜倍道至河中，力尽而休兵三日，李齐运倾力犒劳。李怀光反唐，驱兵河中，李齐运不能敌，弃城而走，后来担任京兆尹，兼御史大夫。当时朱泚据京城，李晟军驻守东渭桥，李齐运征募工役，运粮供应李晟。对于帮助李晟收复长安立有功劳。
贞元年间，蝗旱灾害，李齐运无政术，朝廷以韩洄取代他，改任宗正卿，兼御史大夫、闲厩宫苑使。再改任检校礼部尚书，兼殿中监。后来，正拜礼部尚书，兼殿中监使如故。其后十余年，宰臣内殿商议之后，李齐运经常去献计献策，以决群议。李齐运无学术，不知大体，只是用美言取宠。他推荐李锜为浙西观察使，受贿数十万计。推举李词为湖州刺史，当地人告发他贪赃，唐德宗以李齐运之故，不问而遣返。李齐运得病，一年多不能上朝，朝廷授官，往往派宦官到他家里咨询咨决。之后以侍妾卫氏为正室，他身为礼部尚书，穿冕服以行其礼，被人嘲笑。贞元十二年去世，时年七十二岁，赠尚书左仆射。